# IC 3726
IC 3726 је спирална галаксија у сазвјежђу Ловачки пси која се налази на листи објеката дубоког неба у Индекс каталогу.
Деклинација објекта је + 40° 40' 44" а ректасцензија 12h 44m 42,6s. Привидна величина (магнитуда) објекта IC 3726 износи 14,8 а фотографска магнитуда 15,5. IC 3726 је још познат и под ознакама UGC 7921, MCG 7-26-49, CGCG 216-25, IRAS 12423+4057, PGC 42938.